# Campeonato Panamericano de Judo de 1988
El XVII Campeonato Panamericano de Judo se celebró en Buenos Aires (Argentina) en 1988 bajo la organización de la Unión Panamericana de Judo.
En total se disputaron dieciocho pruebas diferentes, nueve masculinas y nueve femeninas.

## Resultados

### Masculino
| Evento            | Oro                              | Plata                         | Bronce                                                               |
| ----------------- | -------------------------------- | ----------------------------- | -------------------------------------------------------------------- |
| –56 kg            | Luis Martínez Rosado Puerto Rico | Campanioni · Cuba             | Sumio Tsujimoto · Brasil · Wilfredo Simancas · Venezuela             |
| –60 kg            | Sérgio Pessoa · Brasil           | Jimmy Pedro Estados Unidos    | Ignacio Sayu · Cuba · Gilberto García Piña · República Dominicana    |
| –65 kg            | Rogério Sampaio · Brasil         | Claudio Yafuso Argentina      | Ismael Borboña Luputey · Cuba · Orlando Céspedes · Paraguay          |
| –71 kg            | Luís Onmura · Brasil             | Federico Vizcarra · México    | Rómulo Álvarez · Venezuela · Jesús Mesa · Cuba                       |
| –78 kg            | Andrés Franco Ramos · Cuba       | Gastón García Argentina       | Renée-Claude Coté · Canadá · Manny Costa · Estados Unidos            |
| –86 kg            | Sandro López Argentina           | Jorge Bonnet Puerto Rico      | Christophe Leininger · Estados Unidos · José González Rosabal · Cuba |
| –95 kg            | Aurélio Miguel · Brasil          | Jorge Aguirre Wardi Argentina | Leo White · Estados Unidos · Belarmino Salgado · Cuba                |
| +95 kg            | Frank Moreno García · Cuba       | Enzo Gianelli · Venezuela     | Rogerio Cherobim · Brasil · Tom Greenway · Canadá                    |
| Categoría abierta | Frederico Flexa · Brasil         | Jorge Fiz Castro · Cuba       | Enzo Gianelli · Venezuela · Angelo Ruíz · Puerto Rico                |

### Femenino
| Evento            | Oro                             | Plata                        | Bronce                                                      |
| ----------------- | ------------------------------- | ---------------------------- | ----------------------------------------------------------- |
| –45 kg            | Legna Verdecia Rodríguez · Cuba | Valerie Gotay Estados Unidos | Renata Silva · Brasil · Berta Osuna · Venezuela             |
| –48 kg            | Maricela Bonelli · Cuba         | Lyne Poirier · Canadá        | María Villapol · Venezuela · María Eugenia González · Chile |
| –52 kg            | Maritza Pérez Cárdenas · Cuba   | Carmen Rodríguez · Venezuela | Carla Melo · Brasil · Jo Anne Quiring · Estados Unidos      |
| –56 kg            | Cecilia Alacán · Cuba           | Nathalie Gosselin · Canadá   | Kate Donahoo Estados Unidos                                 |
| –61 kg            | Liliko Ogasawara Estados Unidos | Miriela Gener Alfonso · Cuba | Maniliz Segarra Puerto Rico Mariel Quintieri Argentina      |
| –66 kg            | Odalys Revé Jimenéz · Cuba      | Sandra Greaves · Canadá      | Laura Martinel Argentina                                    |
| –72 kg            | Christine Penick Estados Unidos | Alison Webb · Canadá         | Hernández · Venezuela · Soraia André · Brasil               |
| +72 kg            | Margaret Castro Estados Unidos  | Florentina Quintana · Cuba   | Jane Patterson · Canadá · Rosemeri Salvador · Brasil        |
| Categoría abierta | Margaret Castro Estados Unidos  | Francis Gómez · Venezuela    | Soraia André · Brasil · Jane Patterson · Canadá             |

## Medallero
| Núm. | País                 | Oro | Plata | Bronce | Total |
| ---- | -------------------- | --- | ----- | ------ | ----- |
| 1    | Cuba                 | 7   | 4     | 5      | 16    |
| 2    | Brasil               | 5   | 0     | 7      | 12    |
| 3    | Estados Unidos       | 4   | 2     | 5      | 11    |
| 4    | Argentina            | 1   | 3     | 2      | 6     |
| 5    | Puerto Rico          | 1   | 1     | 2      | 4     |
| 6    | Canadá               | 0   | 4     | 4      | 8     |
| 7    | Venezuela            | 0   | 3     | 6      | 9     |
| 8    | México               | 0   | 1     | 0      | 1     |
| 9    | Chile                | 0   | 0     | 1      | 1     |
| 9    | Paraguay             | 0   | 0     | 1      | 1     |
| 9    | República Dominicana | 0   | 0     | 1      | 1     |
|      | TOTAL                | 18  | 18    | 34     | 70    |